# Gorno Aglartsi
Gorno Aglartsi (en macédonien Горно Агларци) est un village du sud de la Macédoine du Nord, situé dans la municipalité de Novatsi. Le village comptait 185 habitants en 2002.

## Démographie
Lors du recensement de 2002, le village comptait :
- Macédoniens : 185